# Condado de Jasper (Iowa)
El condado de Jasper (en inglés: Jasper County, Iowa), fundado en 1846, es uno de los 99 condados del estado estadounidense de Iowa. En el año 2000 tenía una población de 37 213 habitantes con una densidad poblacional de 20 personas por km². La sede del condado es Newton.

## Geografía
Según la Oficina del Censo, el condado tiene un área total de 1898 km² (732,8 mi²), de la cual 1891 km² (730,1 mi²) es tierra y 8 km² (3,1 mi²) es agua.

### Condados adyacentes
- Condado de Marshall norte
- Condado de Poweshiek, este
- Condado de Mahaska, sureste
- Condado de Marion, sur
- Condado de Polk, oeste
- Condado de Story, noroeste

## Demografía
En el 2000 la renta per cápita promedia del condado era de $41 683, y el ingreso promedio para una familia era de $50 071. El ingreso per cápita para el condado era de $19 622. En 2000 los hombres tenían un ingreso per cápita de $36 001 contra $24 770 para las mujeres. Alrededor del 6.50% de la población estaba bajo el umbral de pobreza nacional.
| 1900   | 1910   | 1920   | 1930   | 1940   | 1950   | 1960   | 1970   | 1980   | 1990   | 2000   |
| ------ | ------ | ------ | ------ | ------ | ------ | ------ | ------ | ------ | ------ | ------ |
| 26 976 | 27 034 | 27 855 | 32 936 | 31 496 | 32 305 | 35 282 | 35 425 | 36 425 | 34 795 | 37 213 |

## Lugares

### Ciudades
- Baxter
- Colfax
- Kellogg
- Lambs Grove
- Lynnville
- Mingo
- Mitchellville
- Monroe
- Newton
- Oakland Acres
- Prairie City
- Reasnor
- Sully
- Valeria

### Comunidades no incorporadas
- Ira
- Killduff
- Rushville

### Principales carreteras
- Interestatal 80
- U.S. Highway 6
- U.S. Highway 65
- Carretera de Iowa 14
- Carretera de Iowa 117
- Carretera de Iowa 163
- Carretera de Iowa 224
- Carretera de Iowa 330